# تارا مک‌کیون
تارا مک‌کیون (انگلیسی: Tara McKeown؛ زادهٔ ۲ ژوئیهٔ ۱۹۹۹) بازیکن فوتبال اهل ایالات متحده آمریکا است که در حال حاضر برای واشینگتن اسپیریت بازی می‌کند.
از باشگاه‌هایی که در آن بازی کرده است می‌توان به واشینگتن اسپیریت اشاره کرد.
وی همچنین در تیم‌های ملی فوتبال زیر ۲۰ سال، زیر ۲۳ سال زنان ایالات متحده آمریکا، و زنان بزرگسال ایالات متحده آمریکا بازی کرده است.

## زندگی
تارا مک‌کیون تحت نظر والدینش به نام‌های کونور و تریسی مک‌کیون در کالیفرنیا به دنیا آمد و با دو خواهر و یک برادر بزرگ شد. او به دبیرستان نیوبری پارک رفت، جایی که در فوتبال فعالیت داشت و در مسابقات دو و میدانی در رشته مانع‌زنی شرکت می‌کرد.

## دوران باشگاهی
واشینگتن اسپیریت مک‌کیون را در سال ۲۰۲۱ انتخاب کرد. پیش از این، اسپیریت ۱۰۰٬۰۰۰ دلار به اسکای بلو اف‌سی پرداخت کرده بود تا این انتخاب را به دست آورد. پس از آن، مک‌کیون تصمیم گرفت در سال آخر خود با USC بازی کند و پس از پایان فصل فوتبال دانشگاهی به اسپیریت بپیوندد.
در ۱۵ مه ۲۰۲۱، اسپیریت با مک‌کیون یک قرارداد دو ساله با گزینه تمدید برای سال سوم امضا کرد. روز بعد، او اولین بازی NWSL خود را انجام داد و در دقیقه ۸۷ به عنوان یار تعویضی به جای اشلی سانچز در بازی با باشگاه فوتبال اورلندو پراید که به تساوی ۱–۱ انجامید، وارد میدان شد. در ۲۶ سپتامبر ۲۰۲۱، مک‌کیون اولین گل خود را برای اسپیریت در بازی مقابل کانزاس سیتی در پیروزی ۲–۱ به ثمر رساند. در ادامه فصل، مک‌کیون در ترکیب حضور داشت و به اسپیریت کمک کرد تا شیکاگو رد استارز را با نتیجه ۲–۱ شکست دهد و اولین پیروزی لیگ برتر فوتبال زنان ایالات متحده آمریکا در تاریخ باشگاه را کسب کند. مک‌کیون به‌طور مستقیم در این پیروزی نقش داشت و در دقیقه ۶۶ بازی با خطای مدافع شیکاگو تییرنا دیویدسون در محوطه جریمه، یک پنالتی گرفت. هم‌تیمی مک‌کیون، اندی سولیوان، پنالتی را به گل تبدیل کرد و دو تیم را به تساوی رساند.
در ۱۹ ژانویه ۲۰۲۳، اسپیریت اعلام کرد که این باشگاه مک‌کیون را با قراردادی سه ساله با گزینه‌ای برای تمدید تا ۲۰۲۶ با مک‌کیونی امضا کرده است. در آغاز فصل ۲۰۲۳، مک‌کیون از یک مهاجم به دفاع وسط تبدیل شد. او در ۲۱ از ۲۲ بازی فصل عادی برای اسپیریت بازی کرد و در آمار تدافعی در NWSL پیشتاز بود. در ۲۱ ژوئن ۲۰۲۳، مک‌کیون به عنوان بازیکن هفته NWSL انتخاب شد بعد از اینکه ۲ گل (در مسابقات جداگانه) به ثمر رساند و چندین اقدام دفاعی مهم انجام داد.
مک‌کیون در تمام دقایق فصل ۲۰۲۴ برای اسپیریت بازی کرد و برای اولین بار به عنوان زن آهنی شناخته شد. در بازی مرحله یک‌چهارم نهایی پلی‌آف اسپیریت مقابل باشگاه فوتبال بی، مک‌کیون در دقیقه ۸۶ از خارج محوطه جریمه گلزنی کرد. گل او موجب تساوی ۱–۱ شد و بازی را به وقت‌های اضافی کشاند. اسپیریت بعداً با نتیجه ۲–۱ این بازی را برد و به مرحله نیمه‌نهایی راه یافت. در نهایت اسپیریت به فینال راه پیدا کرد اما به باشگاه فوتبال اورلندو پراید باخت.
واشینگتن با شکست دادن اورلندو در سال ۲۰۲۵ انتقام قهرمانی خود را گرفت. مک‌کیون پنالتی پیروزی را در ضربات پنالتی به ثمر رساند.

## دوران ملی
مک‌کیون به‌طور بین‌المللی برای تیم ملی فوتبال زیر ۲۰ سال زنان ایالات متحده آمریکا بازی کرده است. در ۱۷ ژوئیه ۲۰۱۸، مک‌کیون به فهرست تیم برای جام‌جهانی زیر ۲۰ سال زنان به همراه هم‌تیمی‌اش ساوانا دی‌ملو دعوت شد. مک‌کیون در ترکیب اصلی ایالات متحده در دومین بازی مرحله گروهی تیم، مقابل پاراگوئه حضور داشت.
در سال ۲۰۱۹، مک‌کیون عضو تیم ملی فوتبال زنان زیر ۲۳ سال ایالات متحده آمریکا بود. مک‌کیون تنها گلزن ایالات متحده در دومین بازی این رقابت بود که طی آن، با نتیجه ۳–۱ به فرانسه باختند. این گل، اولین گل بین‌المللی مک‌کیون در تمامی سطوح سنی بود.
مک‌کیون در ژانویه ۲۰۲۵ اولین دعوت خود را به تیم ملی بزرگسالان دریافت کرد. او در ۲۰ فوریه ۲۰۲۵ در یک بازی مقابل کلمبیا، که با پیروزی ۲–۰ به پایان رسید، اولین بازی ملی خود را انجام داد.